# نادي كيلمارنوك
نادي كيلمارنوك  نادي اسكتلندي يلعب في الدوري الاسكتلندي الممتاز. أسس عام 1869.